# 幕張車両センター
幕張車両センター（まくはりしゃりょうセンター）は、東日本旅客鉄道（JR東日本）首都圏本部が管轄する車両基地である。

## 組織体系

### 本区
千葉市花見川区の幕張本郷駅北側にある。総武快速線の上下線に挟まれる形で位置し、津田沼駅・幕張駅に入出区線がつながっている。収容車両数は450両、建設に用した用地買収費用（予定額）は約26億円、工事費用が約42億円、総額約68億円である（1969年の計画）。
総武本線の複々線化と外房線・内房線の電化開業に伴う大幅な車両増備に対応するため、計画されたものである。現在の当車両基地（幕張本郷付近）のほか、内房線の八幡宿付近に車両基地が検討されたが、最終的に幕張本郷付近（当車両基地）に決定した。計画当時は中央・総武緩行線の立川までの複々線化を1975年（昭和50年）に完成すると想定しており、それに伴って大幅に増備した車両を当車両基地（中央・総武緩行線車両に加えて地下鉄東西線直通車両を含む）に収容することも計画されていた。
最終的な用地買収面積は約20万2,500 m2、盛土約21万 m2、切取約32万 m2、架道橋4か所、跨線道路橋3か所、跨線人道橋4か所（踏切除却12か所）など大規模なものとなった。津田沼駅側の入出区線は入換信号による構内入換扱いだが、その距離は約2 kmと非常に長いため、特例として45 km/h以下で運転できる。

#### 本区構内
構内は幕張本郷駅を中心として、総延長約2,500 m（2.5 km）、幅120 m、敷地面積約22万 m2（2001年当時）の広大な敷地を誇る。車両基地内は2群に分かれており、東京寄りを第1基地、千葉寄りを第2基地と呼称する。第1基地は検査庫、洗浄線、修繕線、車輪転削線などの検査・清掃設備が集中しており、第2基地は車両留置線となっている。1972年（昭和47年）7月時点では第1基地のみ使用開始し、第2基地は1975年（昭和50年）10月に使用開始した。
収容車両数は第1基地が250両、第2基地が270両となっている。当車両基地の留置線は有効長が大きいことが特徴で、各線とも2本以上縦列留置ができる。長いものでは15両編成を2本または10両編成3本縦列できる。
第1基地
- 入出区線（津田沼駅へ）1本
- 着発線 2本（320 m）
- 交番検査線（検修庫） 2本（310 m）
- 修繕線 2本
- 洗浄線 4本（370 m）
- 車輪転削線 1本
- 通路線 1本
- 留置線 6本（215 m+215 m+215 m×3・320 m+320 m×3）
- 引上線 2本（車両洗浄機1台）など

第2基地
- 入出区線（幕張駅へ）2本
- 通路線 1本
- 留置線 10本（220 m+220 m×2・270 m+270 m×2・220 m+220 m+220 m×2・320 m+320 m×4）

### 木更津派出
木更津市の木更津駅構内にあり、久留里線用の気動車が配置されている。同駅での臨検対応、分割・併合作業についてはJR千葉鉄道サービス幕張事業所木更津派出所に業務委託。

### 千葉派出
千葉市中央区の千葉駅構内にあり、車両故障の応急処置などを行う。

### 鴨川派出
鴨川市の安房鴨川駅構内にあり、同駅発着列車の分割・併合作業、入出区作業を行う。なお、千葉動労によると派出の配置要員数は5人。2022年3月ダイヤ改正以前は仕業検査も行っていた。JR千葉鉄道サービス幕張事業所鴨川派出所に業務委託。
館山運転区の鴨川派出所として発足したが、同区の廃止により当センターへ移管された。

### 一ノ宮派出
長生郡一宮町の上総一ノ宮駅構内にあり、同駅発着列車の仕業検査や分割・併合作業、入出区作業、臨検対応を行う。JR千葉鉄道サービス幕張事業所一ノ宮派出所に業務委託。
2023年12月22日にJR東日本は2024年3月16日のダイヤ改正を持って一ノ宮派出に業務委託していた仕業検査や分割・併合作業、入出区作業、臨検対応に関する一切の作業の委託を中止すると労働組合に通告。
2024年3月16日ダイヤ改正にて同派出は廃止された。

## 歴史
- 1967年（昭和42年）11月 - 用地買収開始。
- 1969年（昭和44年）6月 - 本区の建設工事に着工[1]。
- 1971年（昭和46年）10月 - 津田沼電車区（当時）内に開設準備室を設置[7]。
- 1972年（昭和47年）
  - 4月1日 - 開設準備室を現在の幕張に移転[7]。
  - 7月5日 - 総武快速線の運行開始に先立ち、幕張電車区として開設[7]。15日のダイヤ改正に合わせて業務を開始[7]。前述したが、開設当時は第1基地のみの半分の規模であった[7]。
- 1975年（昭和50年）10月 - 南側の第2基地と南入出区2番線の使用開始、現在の供用部が完成する[7]。
- 1977年（昭和52年）11月 - 構内の交番検査庫が11両対応×2線から15両対応×2線に延伸[7]。
- 1981年（昭和56年）10月1日 - 当車両基地に隣接して幕張本郷駅が開業、同駅から構内へ職員専用通路を新設[7]。
- 1987年（昭和62年）4月1日 - 国鉄分割民営化によりJR東日本が継承[7]。同時に佐倉機関区木更津支区を当区の管轄へ変更。
- 2004年（平成16年）10月16日 - 幕張車両センターと改称される[10]。また久留里線の車両が所属する幕張電車区木更津支区は千葉運転区に移管され、千葉運転区木更津支区となる[10]。
- 2006年（平成18年）3月13日 - 錦糸町派出を廃止。
- 2007年（平成19年）3月18日 - 千葉運転区と館山運転区が統合して木更津運輸区が発足。同時に千葉運転区木更津支区の検修部門および館山運転区館山派出・鴨川派出が移管され、それぞれ当センターの派出となる。
- 2010年（平成22年）3月13日 - 館山派出を廃止し、業務を鴨川派出に統合。
- 2012年（平成24年）3月17日 - 成田派出を廃止。
- 2022年（令和4年）3月12日 - 銚子派出を廃止。
- 2024年（令和6年）3月16日 - 一ノ宮派出を廃止。

## 配置車両に記される略号
「都マリ」…首都圏本部を意味する「都」と幕張を意味する「マリ」から構成される。
以前は千葉支社が管轄をしており、千葉支社を意味する「千」と「マリ」を組み合わせていた。

## 配置車両
当センターには電車と貨車が配置されている。2024年12月7日現在の配置車両は以下のとおり。

### 電車
209系電車（282両）
- 房総地区の普通列車用として2000・2100番台混成の4両編成48本（C401 - C448編成、192両）、2100番台の6両編成14本（C602 - C604・C606 - C608・C610・C615・C617・C621 - C625編成、84両）と、ジョイフルトレイン「B.B.BASE」として2200番台の6両編成1本（J1編成、6両）、計282両が配置されている。2000番台と2100番台は京浜東北線・根岸線で使用されていた0番台を改造した車両、2200番台は0番台を南武線に転用して使用されていた2200番台を再改造した車両である。
- 戸閉め装置（ドア）は2000番台が空気式、2100番台・2200番台が電気式となっている。
- 2009年10月1日から総武本線・内房線・外房線・成田線で運行を開始し、2010年以降は東金線・鹿島線でも運用されるようになった。
- 2000番台・2100番台は、かつて使用されていた113系と211系を置き換えるため、先頭車のセミクロスシート化・2号車へのトイレ設置・客用扉の3/4閉機能（ドアカット）設置・走行機器更新などの改造を施して転用したものである。
- 2017年4月13日付で、2200番台の6両編成1本が南武線（中原電車区）から転入[11]、4号車を除く各車両のセミクロスシート化[注 1]・2,4号車へのトイレ設置などの再改造[注 2]の上J1編成となり、2018年1月6日より「BOSO BICYCLE BASE」として運用を開始。
- E131系の投入に伴い、2021年3月のダイヤ改正で鹿島線での定期運用が消滅した[注 3]。また、この改正で10両編成での運転も終了した。
- 2021年2月から3月にかけて6両編成の内、C605・C611・C613・C614・C616・C620編成が4両編成化され、C443 - C448編成となった[12]。余剰となった各編成2両の計12両は、2021年4月23日から同年5月13日までに廃車された[13]。
- 2021年4月23日から同年7月6日までにC609・C612・C618・C626編成が[13]、2021年11月23日および同年12月23日にC601・C619編成が[14]、それぞれ廃車された。
- C601編成とC609編成は4両化の上、伊豆急行に譲渡され、2022年4月30日より3000系として運行を開始している。
- 内房線千倉-安房鴨川間は、2022年3月のダイヤ改正から定期運用が復活した。

E131系電車（24両）
- 房総地区の普通列車用として0番台2両編成12本（R01 - R12編成）、計24両が配置されている。
- 2020年7月16日に2両編成2本が新製配置され、2021年3月までに2両編成10本が増備された。
- 2021年3月13日から内房線・外房線・成田線・鹿島線で運行開始した。
- 基本的に2両だが、内房線内では4両で運転される列車もある。

255系電車（9両）
- 9両編成1本（Be-03編成）が配置されている。
- かつては5本（Be-01 - Be-05編成）が配置され特急「わかしお」・「さざなみ」・「しおさい」で運用されたが、2024年3月ダイヤ改正で定期運用を終了し、現在は臨時列車で運用されている。

E257系電車（50両）
- 500番台5両編成10本（NB-01 - NB-05・NB-15 - NB-19編成）、計50両が配置されている。
- 特急「わかしお」・「さざなみ」・「しおさい」で運用される[注 4]。
- 2015年3月ダイヤ改正前までは「あやめ」「おはようライナー逗子」・「ホームライナー逗子」、2019年3月ダイヤ改正までは「ホームライナー千葉」にも使用されていた。
- 2018年3月ダイヤ改正で快速「ホリデー快速富士山」など中央線方面臨時列車での運用を開始し、2019年3月ダイヤ改正後も臨時「富士回遊」などで使用されていた（現在は大宮総合車両センターに転属した5500番台を使用）。
- 最盛期には5両19本が所属していたが、2020年度に4本20両（旧NB-06・NB-07・NB-13・NB-14編成）が2500番台（特急「踊り子」の修善寺行き用編成）として、2021年度から2022年にかけて5本25両（旧NB-08 - NB-12編成）が5500番台として、いずれも改造の上で大宮総合車両センターへ転属した。

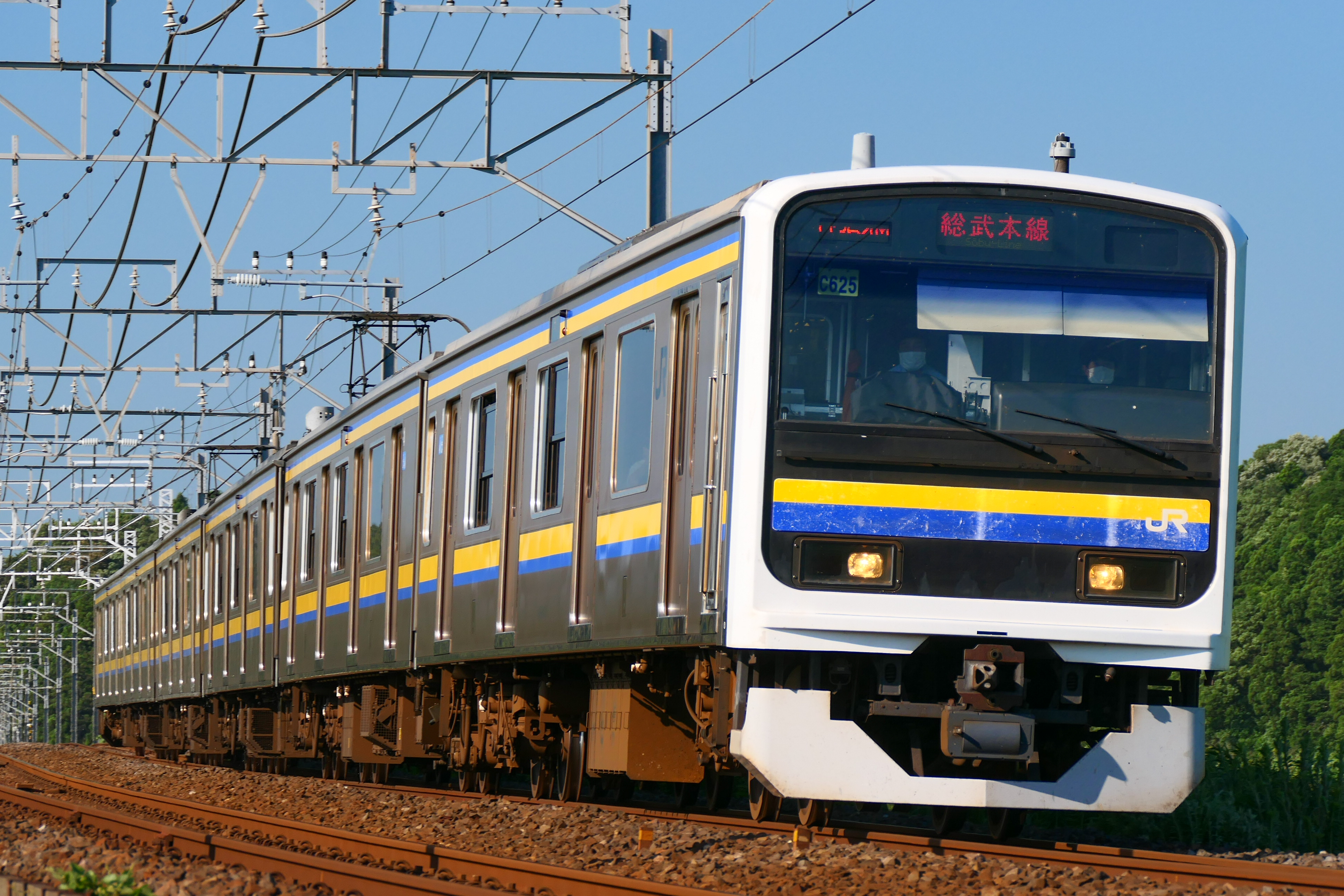
209系2100番台
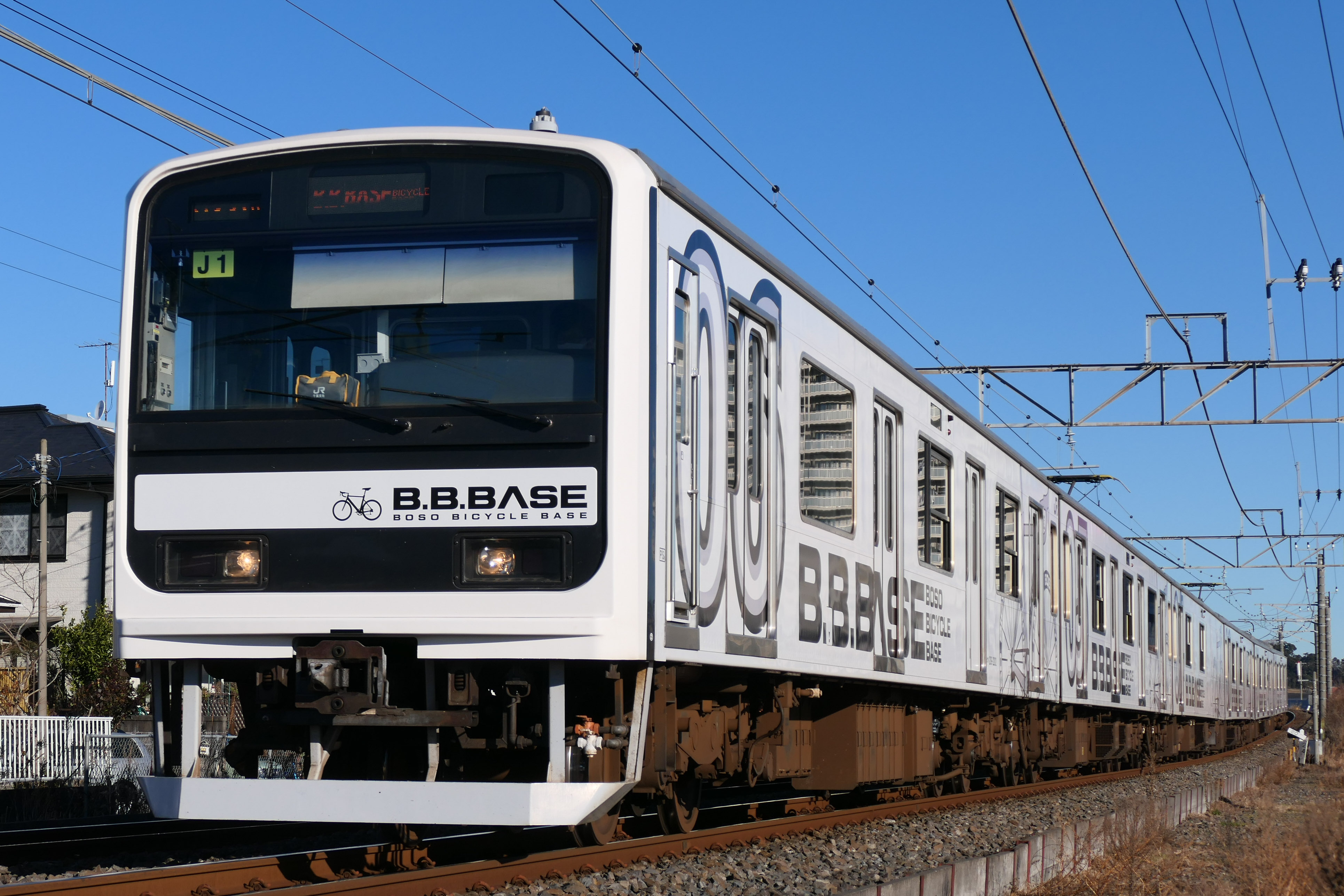
209系2200番台
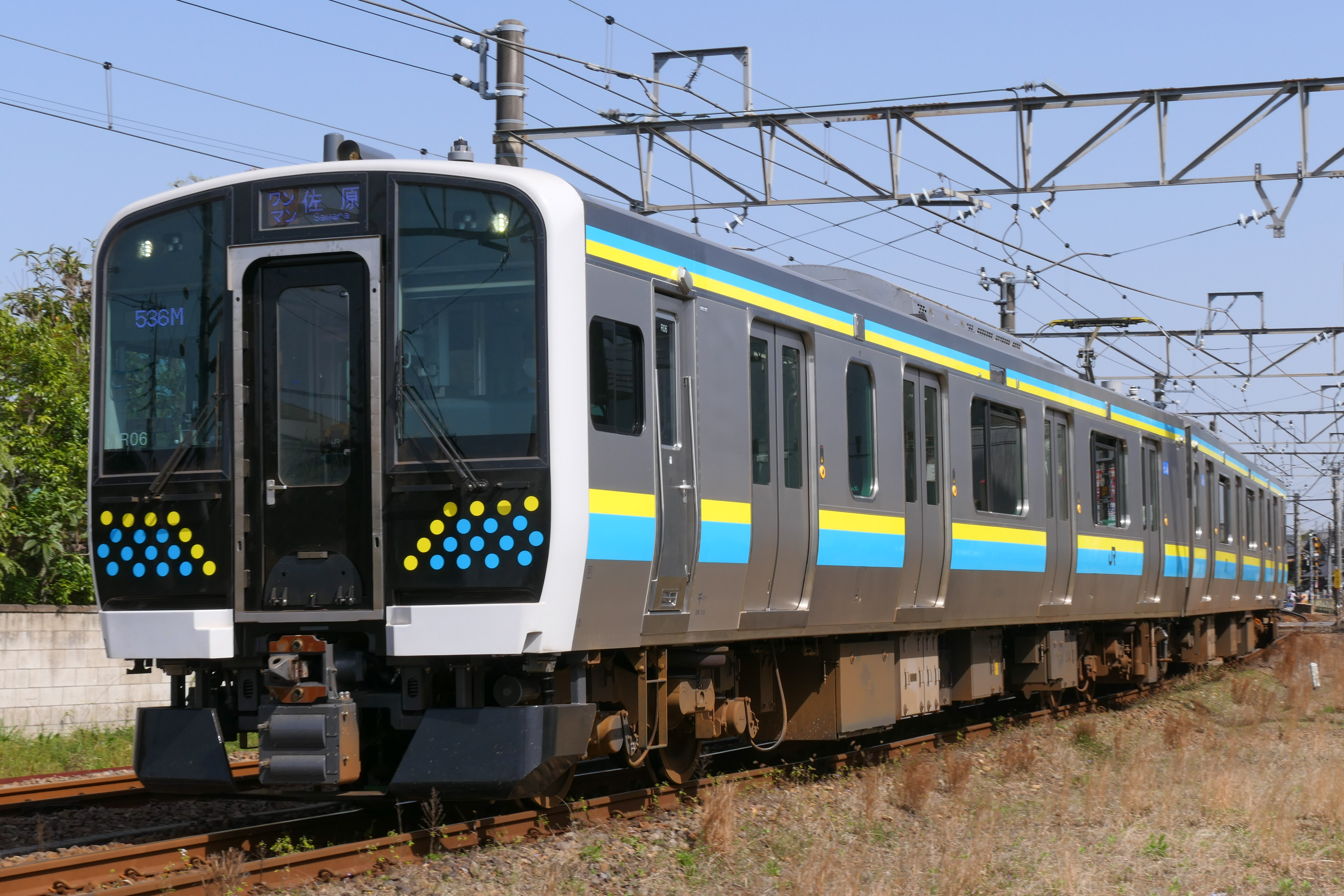
E131系0番台
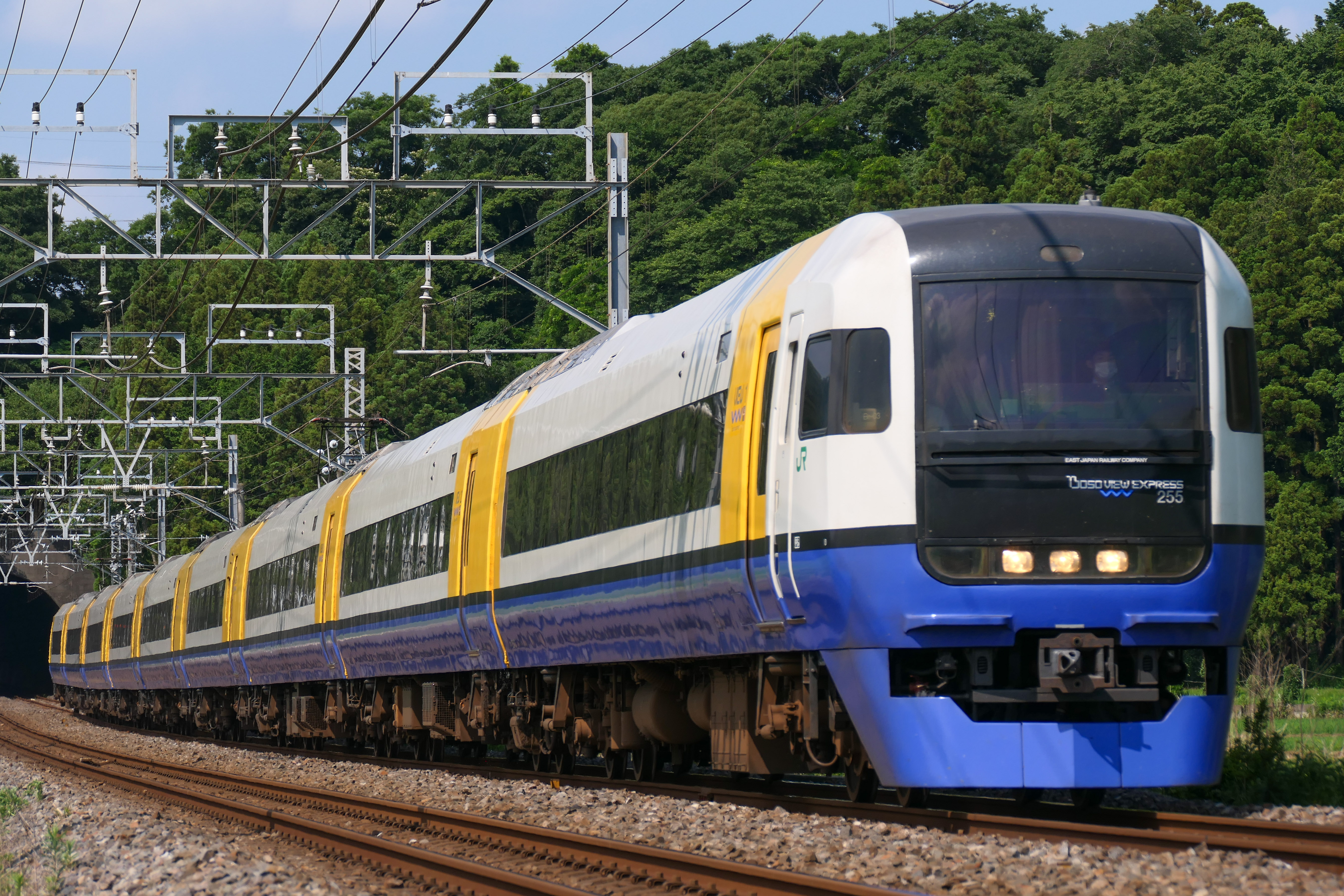
255系
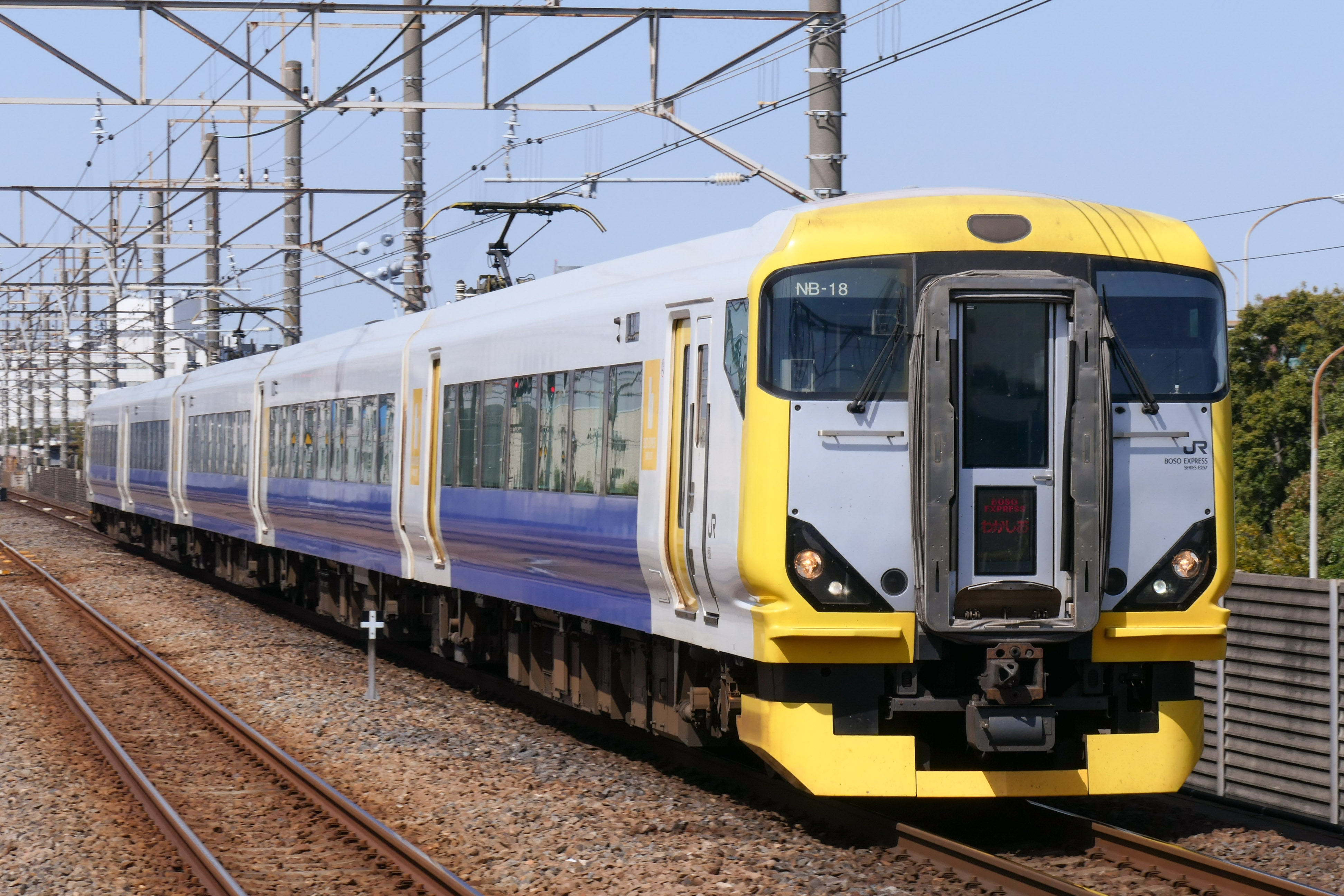
E257系500番台

### 貨車
ホキ800形
- 16両が配置されている。バラスト輸送・撒布用ホッパ車。主な運用区間は千葉地区の他に水戸方面への運用がある。越中島貨物駅常備。

### 過去の配置車両

#### 電車
113系
- かつては総武本線・内房線・外房線・成田線・東金線・鹿島線の普通列車で運用されたが、209系2000番台・2100番台の導入に伴い置き換えが進み、2011年8月に定期運用が消滅した。
- 2006年の211系導入後、総武本線・成田線・鹿島線へは4両編成のみが入線していた。また、4両編成を2本連結した8両編成で運転される列車のほか、内房線の千葉 - 千倉間と外房線の千葉 - 上総一ノ宮間では6両編成と4両編成を連結した10両編成で運転される列車も存在していた。
- その他、成田線（我孫子支線）の成田 - 我孫子間でも4両編成、あるいは4両編成を2本連結した8両編成の列車が設定されていた。その後、この区間は松戸車両センター配置の常磐快速線用の車両（103系、その後E231系）の運用で統一されている。
- 総武快速線・横須賀線がE217系に完全に統一されるまでは両線の運用編成（基本11両編成・付属4両編成）も配置されており、付属編成は房総各線の普通列車運用にも使用されていた。
- 以前は同じ113系にもかかわらず地上形（ローカル用）と地下形（快速用）では入場する工場が異なり、地上形は大井工場（現・東京総合車両センター）、地下形は大船工場（現・鎌倉車両センター）にそれぞれ入場していた。
- 地上形（ローカル用）は、国鉄末期に日根野電車区（現・吹田総合車両所日根野支所）から阪和色の先頭車が転入したことがあり、これらは阪和色のままJR東日本発足を迎え、その後スカ色化されていた。
- 地下形（快速用）のグリーン車のうち総武快速線・横須賀線用として新製されたサロ113形は定員の少なさから一時期京阪神快速用として高槻電車区（現・網干総合車両所明石支所高槻派出所）や宮原電車区（現・網干総合車両所宮原支所）に転出していた時期があり、その後京阪神のグリーン車廃止と総武快速線・横須賀線の直通化で幕張電車区に転入していた。転入当初は湘南色のままであったり、スカ色で標記が「大タツ」「大ミハ」の車両も存在した。

40系
- 幕張電車区の開設時、最寄り駅の津田沼・幕張両駅までは2km以上離れていたため職員輸送用としてクモハ40030が配置されていた。
- 現在の幕張本郷駅付近のもっとも緩行線寄りの部分に1両分の乗降用簡易ホームが設けられ、ここと津田沼駅の間を朝夕を主として1日に数往復の頻度で運行していた。
- クモハ40030が検査入場の際には、職員輸送列車はクモヤ143形が代走として使用された。
- 1981年（昭和56年）10月に幕張本郷駅が開業したため職員輸送列車が廃止され、廃車となった。

153系
- 山陽本線や東海道本線で余剰となった車両が転入し房総各線の急行列車で使用されたが、1982年11月15日ダイヤ改正による房総各線急行廃止（特急格上げ）によって余剰廃車。
- 国鉄時代末期、合理化により急行列車のヘッドマークは廃止されつつあったが、房総各線の急行においては列車廃止時まで装着していた。

クモユニ74形
- 幕張電車区開設後、非電化区間の電化開業に際して所要となる車両が田町電車区（田町車両センターを経て現在の東京総合車両センター田町センター）・神領電車区（現・神領車両区）などから転入した。転入当初は湘南色のままで運用されたが、工場入場時に順次スカ色に変更された。総武・成田・内房・外房各線向け新聞輸送の目的で運転されていた両国 - 千葉間の荷電列車では、4両で組成されていた。JR移行直前の1986年には後述するクモユニ143形に置き換えられ老朽廃車。183系電車の先頭車4両を連結してさよなら運転が実施された。

クモユニ143形
- 1986年11月、クモユニ74形の代替として4両全車が長岡運転所（現・長岡車両センター）から転入したが、もとは身延線用として沼津機関区に新製配置された形式である。転入時の塗装はクモユニ143-1が幕張転入前に身延色からスカ色化され、その他3両は湘南色であったが、順次スカ色に変更された。転入時の1986年11月ダイヤ改正で総武本線・成田線系統の新聞輸送列車は廃止されたため、1996年まで内房線・外房線系統で運用された。その後、1両が東京総合車両センターの入換車となったほかは2両が長野総合車両センター、1両が小山車両センターへと転出している。

165・169系
- ジョイフルトレイン「なのはな」
  - 車内が畳敷きのお座敷列車。3両編成2本が在籍していたが、1998年に485系「ニューなのはな」に置き換えられて廃車となった。
- ジョイフルトレイン「シャトル・マイハマ」
  - 京葉線でかつて運行されていた東京ディズニーランド向けの観光列車。3両編成1本が在籍していたが、1995年に上沼垂運転区（現・新潟車両センター）へ転出し「アルファ」となった。
- 一般車（湘南色）
  - かつては上記153系と同様に房総各線の急行として使用されたが、1982年11月のダイヤ改正で全列車が廃止されると、一部が波動輸送用として残されるのみとなった。
  - 3両編成2本（6両、うち1本は169系）が在籍していたが、1996年に廃車された。
  - 113系の冷房改造が推進されていた頃は予備車の不足により、成田線の普通列車を代走したことがある。
  - 1995年10・11月には「ホリデー快速ときわ鎌倉」として常磐線取手 - 三河島 - 田端操車場 - 池袋 - 新宿 - 横須賀線鎌倉間で運行された。

E217系
- 総武快速線・横須賀線用の近郊形車両で鎌倉車両センターとの間で分散配置されたが、2006年3月18日改正で全編成が鎌倉車両センターへ転出した。なお、転出後も幕張車両センターで留置される運用は存在し鎌倉車両センター所属のE235系と共に不定期ながら月に１回行われる車内消毒も同区で実施している。

211系
- 3000番台5両編成14本、計70両が配置されていた。
- かつては総武本線・内房線・外房線・成田線・東金線の普通列車で運用されていたが、209系2000番台・2100番台の導入に伴い置き換えが進み、2013年3月16日のダイヤ改正で運用を終了した。115系の置き換え用として、2012年から2013年にかけて全編成が3両化の上で長野総合車両センターへ転出した。
- 5両編成での運行が基本であったが、内房線・外房線の一部列車では5両編成を2本繋げた10両編成で運行されていた。
- 宇都宮線（東北本線）・高崎線普通列車へのグリーン車連結列車の拡大に伴い、高崎車両センター所属の211系A編成が余剰になったため、当センターの113系6両編成のうち特に経年の古い編成の置き換え用として転入してきたもので、2006年10月21日から11月4日にかけて順次運用を開始した。211系の運用開始に伴い、総武本線・成田線での113系6両編成の運用は消滅した。
- 従来113系6両編成で運行していた普通列車を5両編成で置き換えたため、列車単位では1両少なくなった。最終的には、113系6両編成13本78両を211系5両編成14本70両で置き換えたため、当センター全体では都合8両減となった。なお、普通列車が4両編成のみの鹿島線での定期運用は設定されなかった。

183系・189系
- 1972年の特急列車新設に際して183系0番台が新製配置され、房総特急はもとより中央線の特急「あずさ」にも使用された。尚1000番台は1982年以降、189系は2002年以降に配置された。
- 2009年4月以降は旧「あずさ」塗装の183系1000番台6両編成2本、計12両が配置されていた。この2本は大宮総合車両センター東大宮センターの常駐となっていた。
  - 主に各種団体・臨時列車で運用された。2010年から2012年にかけては「ムーンライトえちご」にも使用された。
  - 2013年12月の廃車回送を兼ねた臨時団体列車「さようなら幕張183系M32編成号」「さようなら幕張183系M31編成号」の運行をもって完全退役[15]。

485系
- ジョイフルトレイン「ニューなのはな」の6両編成1本（G1編成）が配置されていた。
- なのはなの置き換え用として1997年に登場した。
- 団体の人数・目的や嗜好に応じて、お座敷と座席の仕様変換が可能な座席構造となっている。
- 2016年8月21日をもって定期運転を終了、8月27日・28日の団体臨時列車をもって引退。9月25日の長野総合車両センターへの廃車回送を兼ねた臨時団体列車をもって完全退役し、9月26日付で廃車された[16]。

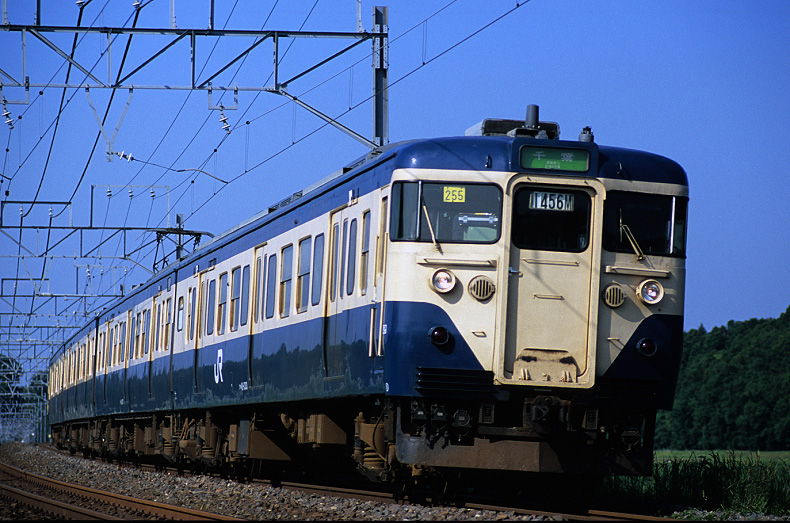
113系1000番台 横須賀色
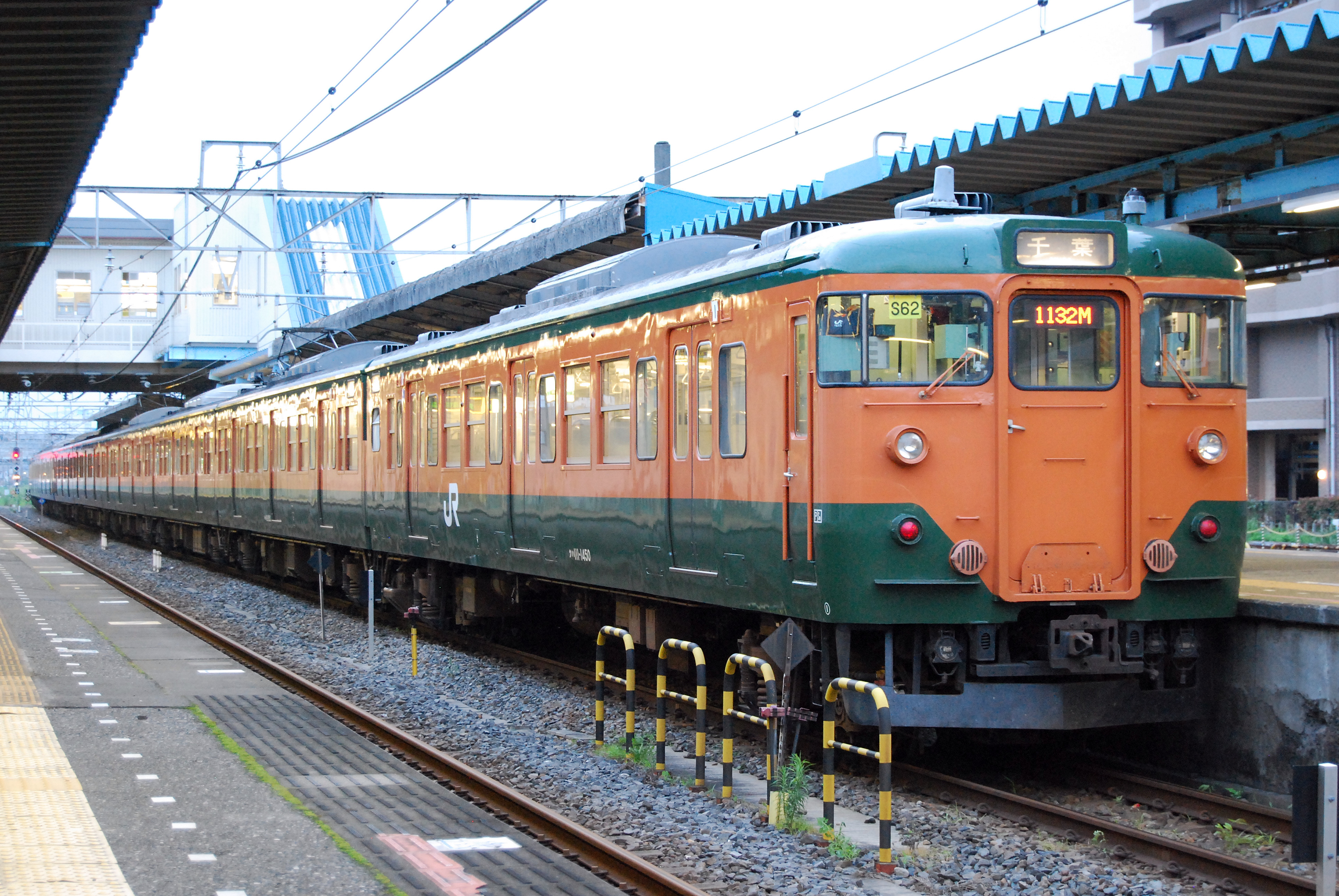
113系1000番台 湘南色
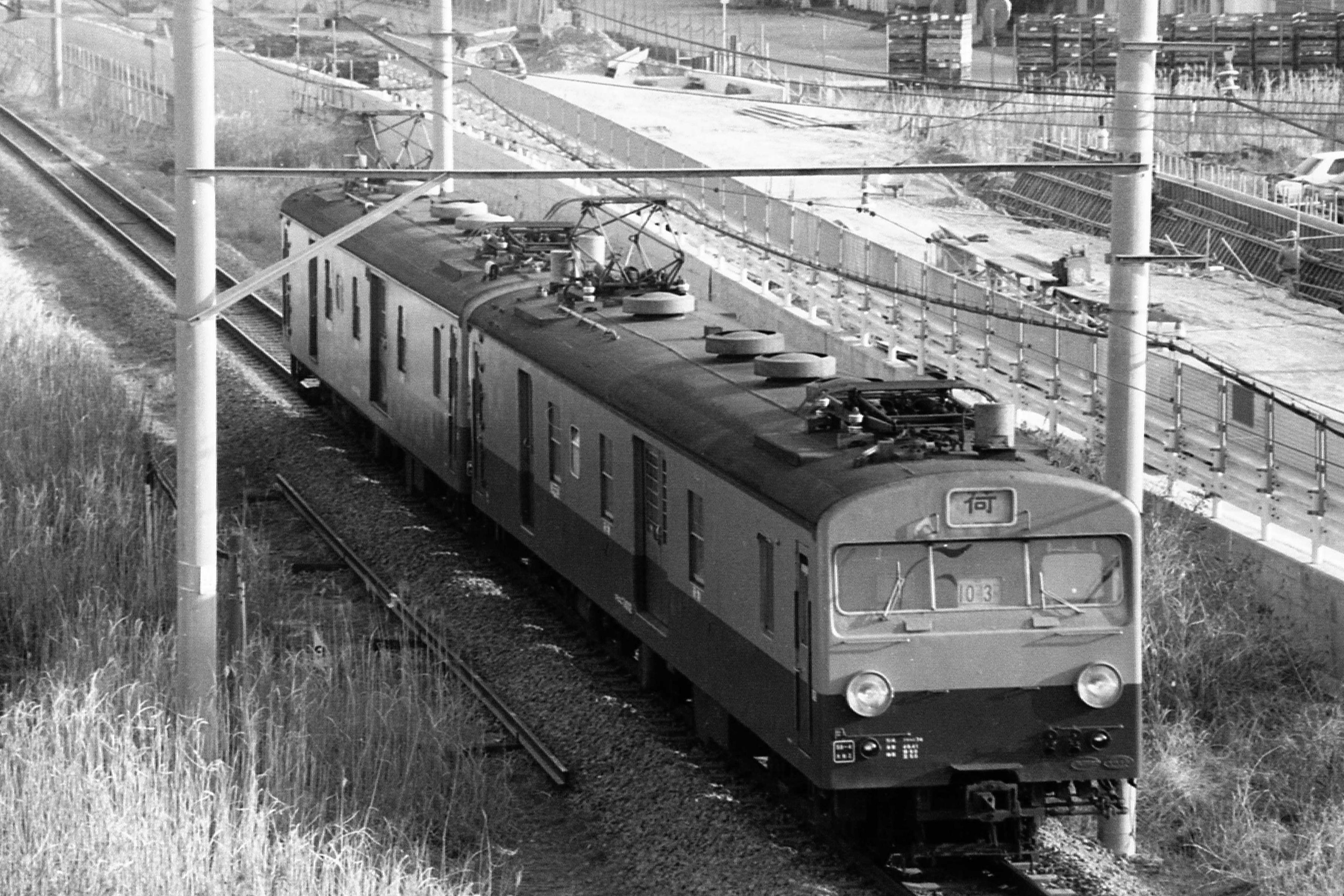
クモユニ74形
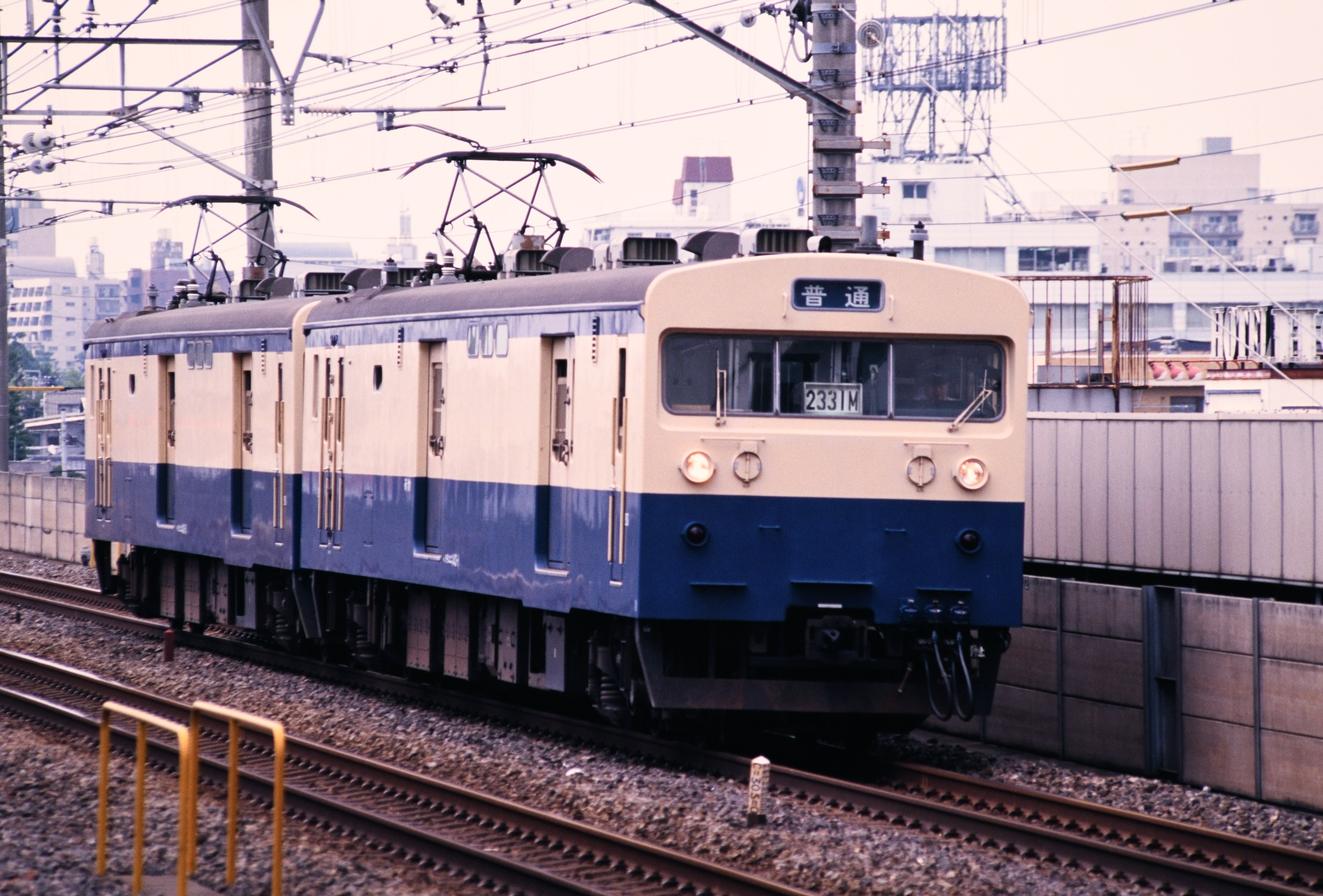
クモユニ143形
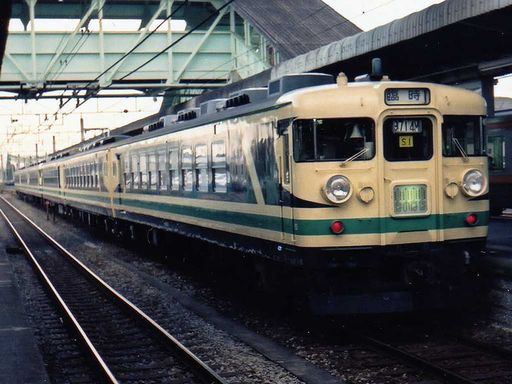
165系 なのはな
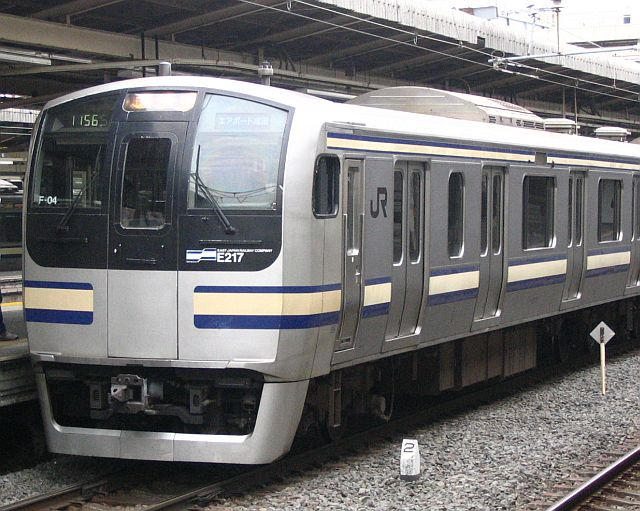
E217系
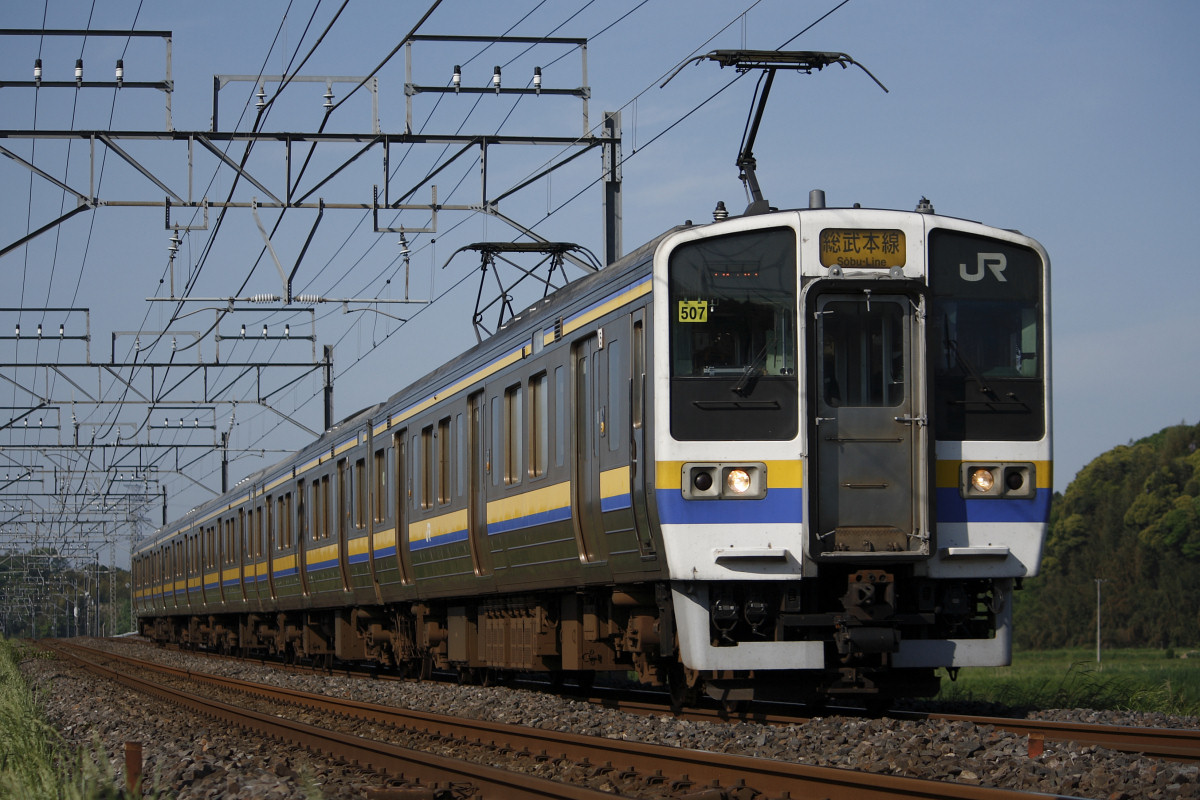
211系
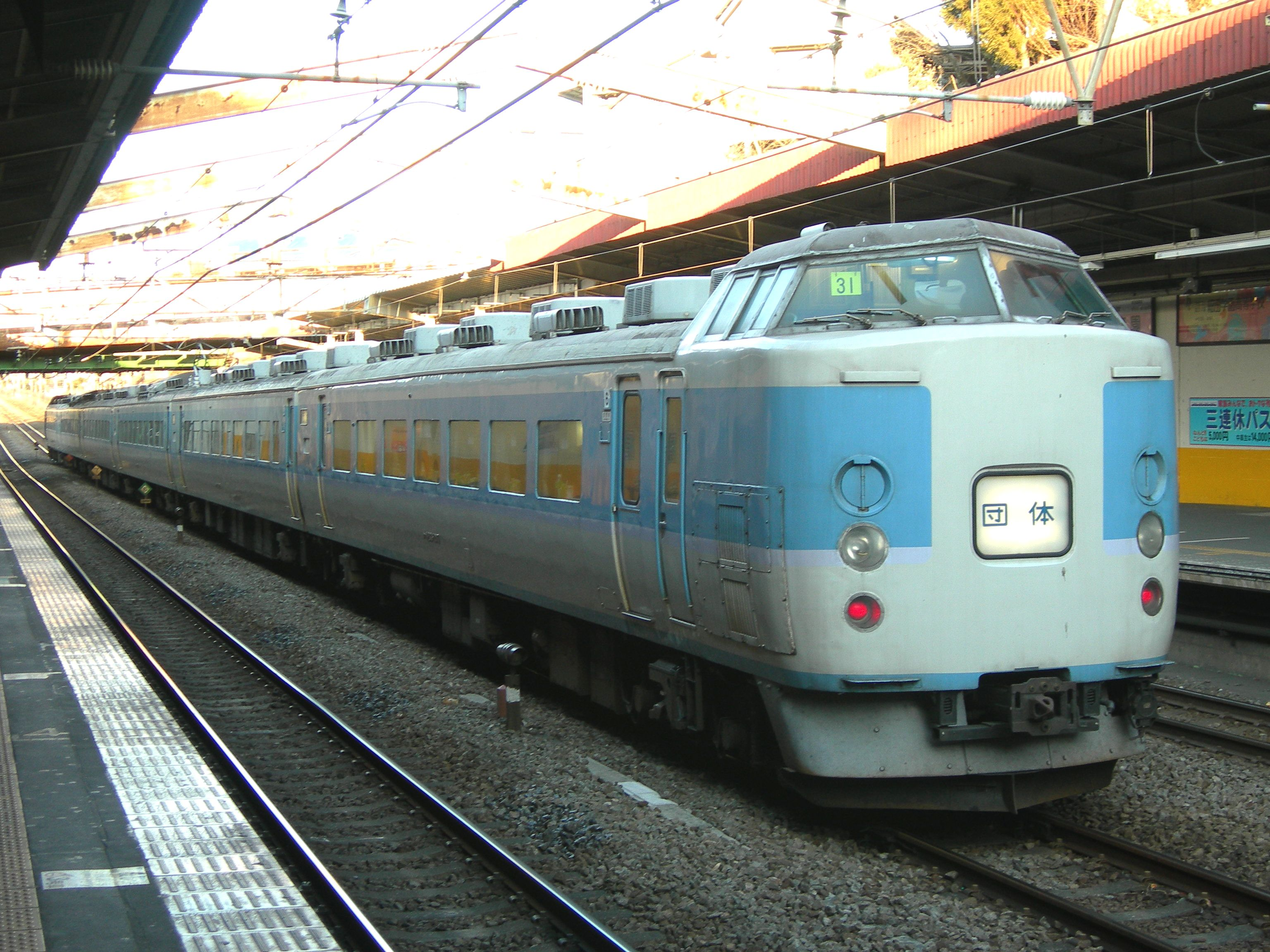
183系
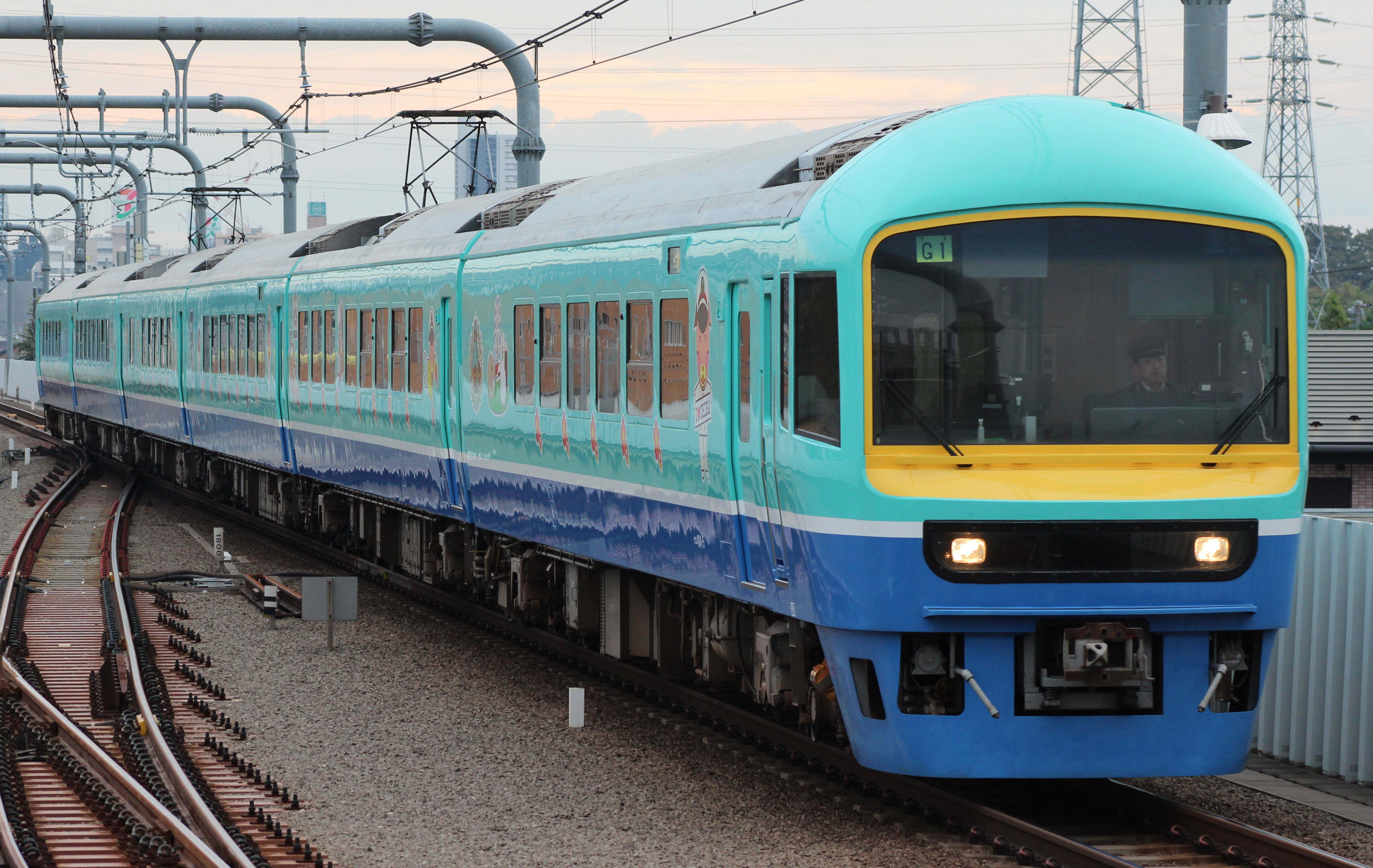
485系 ニューなのはな

#### 貨車
越中島貨物駅にある東京レールセンターよりレールを首都圏の各地へ輸送するために、多くの長物車が配置されていた。
チ1000形
- レール輸送用長物車。2021年4月1日時点で6両が配置されていた[17]が、2021年4月9日に5両が廃車され、最後まで残った1両も同年5月22日に廃車[18]、配置がなくなった。

チキ5200形
- レール輸送用長物車。2021年1月20日付で4両が廃車された[19]。2021年4月1日時点で32両が配置されていた[17]が、2021年4月9日から同年8月19日にかけて30両が廃車され、最後まで残った2両も同年9月9日に廃車[18]、配置がなくなった。

チキ5500形
- レール輸送用長物車。2020年10月に13両が仙台車両センターに転出し、2020年12月から2021年2月にかけて20両が廃車された[19]。2021年4月1日時点で10両が配置されていた[17]が、2021年7月1日および同年同月22日に廃車され[18]、配置がなくなった。

チキ6000形
- レール輸送用長物車。2020年12月10日付で6両が廃車された[19]。2021年4月1日時点で17両が配置されていた[17]が、2021年4月9日から同年7月22日にかけて11両が廃車され、最後まで残った6両も同年8月19日に廃車[18]、配置がなくなった。